# Konstantin Rokossovsky
Konstantin Konstantinovich Rokossovsky (em russo: Константин Константинович Рокоссовский, em polonês: Konstanty Rokossowski; Varsóvia; 21 de dezembro de 1896 — 3 de agosto de 1968), foi um comandante da União Soviética e Ministro da Defesa da Polônia. Não se conhece o lugar de nascimento de Rokossovsky.
Algumas fontes afirmam que nasceu em Varsóvia.
 Outros acreditam que ele nasceu em um pequeno povoado de Velikie Luki, em Pskov, no norte da Rússia. Mudou-se com sua família pouco depois de seu nascimento. A família Rokossovsky fazia parte da nobreza polonesa, contando com muitos cavaleiros em sua história. O pai de Konstatin, Ksawery Wojciech Rokossowsky era um trabalhador ferroviário e sua mãe era russa. Começou a trabalhar aos 14 anos, Rokossovsky trabalhou numa fábrica de calçado. Anos depois, a propaganda comunista alegou que Rokossovsky havia ajudado a construir uma importante ponte em Varsóvia. [carece de fontes?]

## Carreira

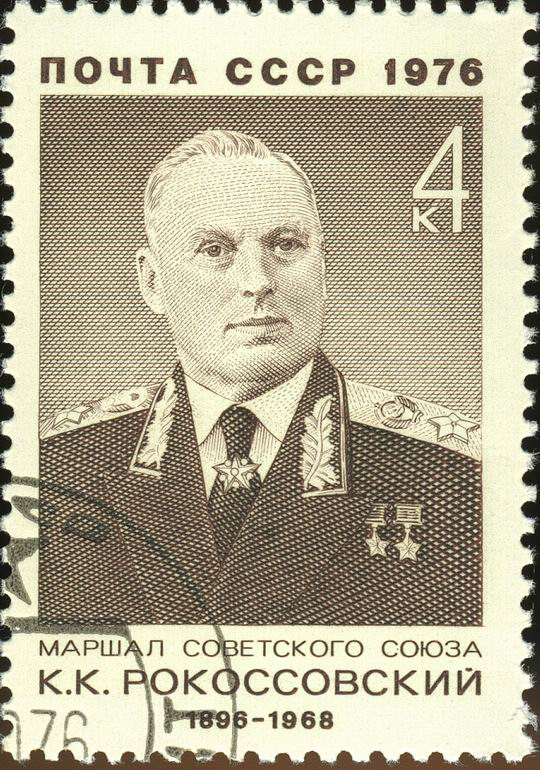
Rokossovsky (1976)

Lutou na Primeira Guerra Mundial e em seguida alistou no Exército Vermelho, lutou novamente na Guerra Civil Russa e na Guerra com a Polônia. Recebeu a Ordem da Bandeira Vermelha e foi enviado para a Mongólia e China.

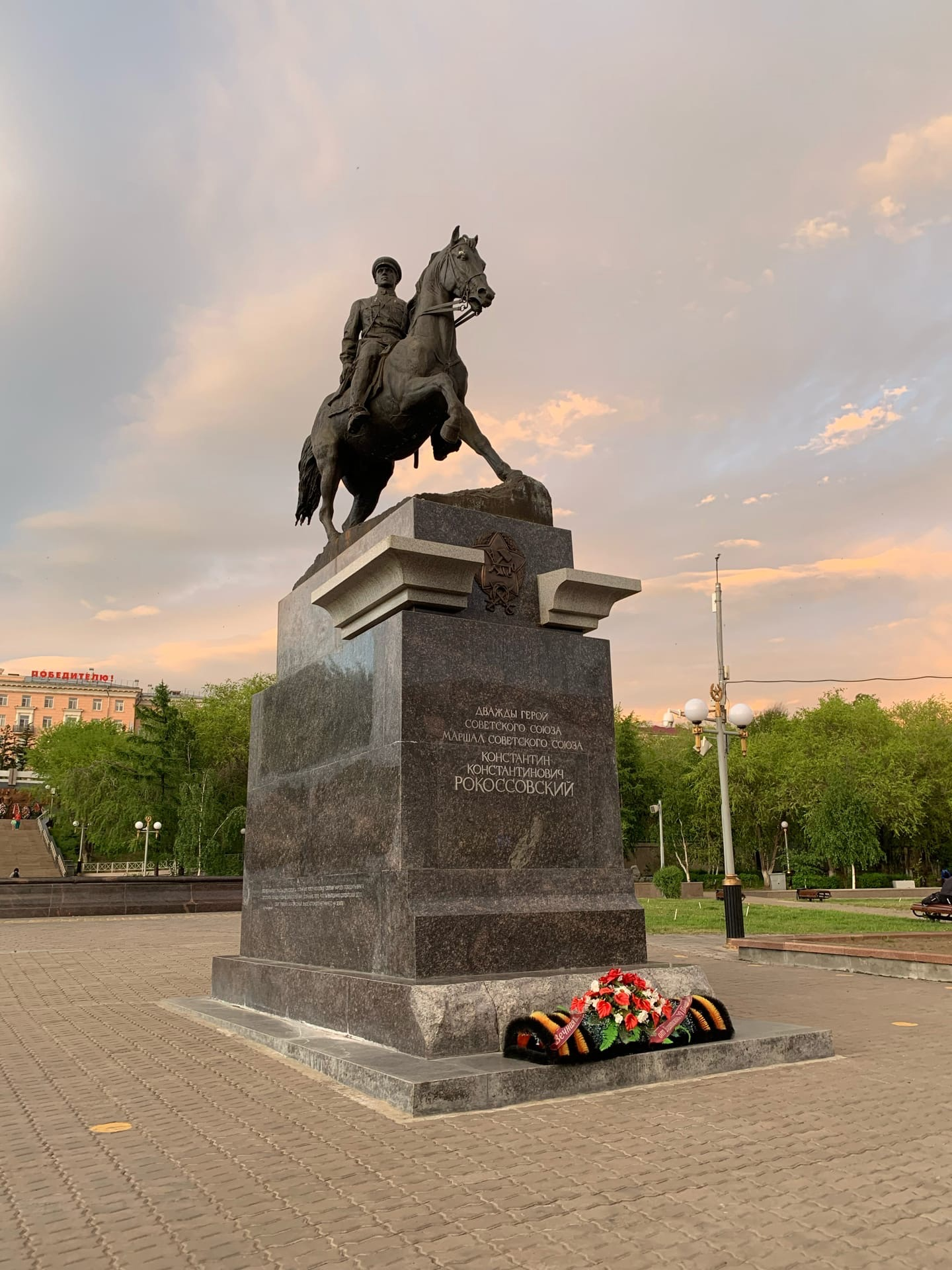
Monumento ao Marechal da União Soviética Konstantin Rokossovsky em Ulan-Ude, Rússia

Foi o primeiro comandante ao lado de Mikhail Tukhachevsky, a prever o enorme potencial dos blindados, entrando em discórdia com a maior parte de seus companheiros de armas que preferiam os conceitos tradicionais de batalha.
Em 1937, durante o Grande Expurgo foi acusado de manter contatos com grupos de inteligência estrangeira, e enviado para um campo de trabalhos forçados.
Em 1940, foi reabilitado e recebeu um posto secundário, o de governador militar de Kiev.
Com invasão alemã, destacou-se na defesa de Moscou e no comando do Exército do Don, liderando a ala direita das forças soviéticas na Batalha de Stalingrado, general de posição forte não hesitava em enfrentar Stalin para defender sua doutrinas.
Por seus sucesso no campo de batalha foi promovido a Marechal. Chegou a liderar seus exércitos até o Rio Vístula, na Polônia.
Em 1945, após a ocupação da capital polonesa pelo soviéticos, dedicou-se à conquista da costa báltica, juntando-se às forças do General Bernard Montgomery.
Após a guerra foi enviado para a Polônia como Ministro da Defesa. Seguiu fielmente as doutrinas stalinistas, regressou a URSS onde foi nomeado Ministro da Defesa novamente, durante o governo de Nikita Khrushchev.
Morreu em 1968 e foi enterrado na Praça Vermelha com honras militares.